# Василий Херсонесский
Василий Херсонесский (?—309) — один из семи священномучеников Херсонесских, епископ.

## Биография

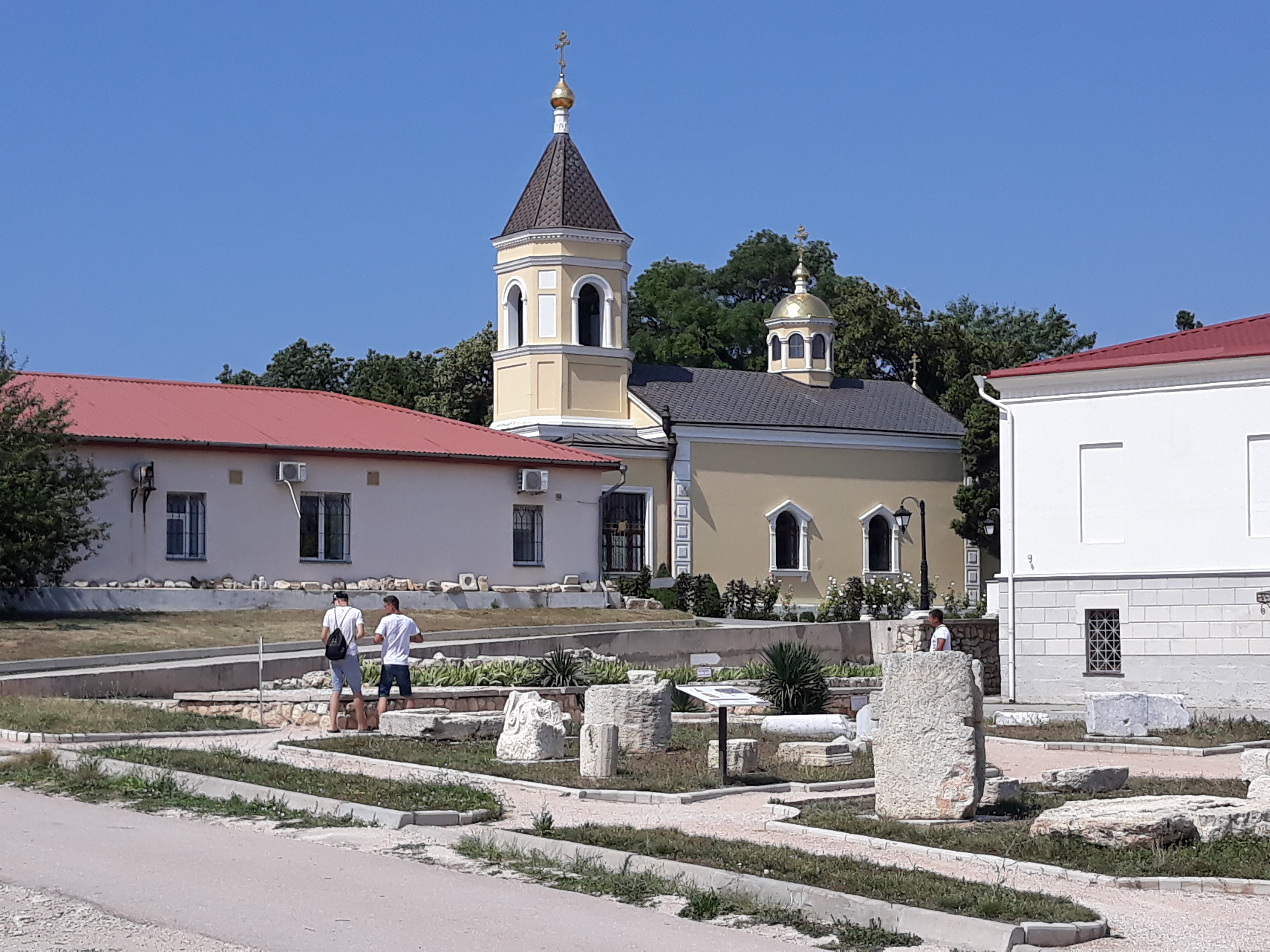
Храм во имя Семи Святых мучеников Херсонесских: Севастополь, Гагаринский район, улица Древняя, 1

В начале IV века в Херсонесе была учреждена епископская кафедра. В царствование римского императора Диоклетиана (284—305), в 300 году патриарх Иерусалимский Ермон для Евангельской проповеди разослал в разные страны многих епископов. Двое из них — Ефрем и Василий, прибыли в Херсонес и насаждали там Слово Божие. Затем святитель Ефрем пошёл к народам, жившим по Дунаю, где в благовестии Христовом претерпел много трудностей и во время начавшегося гонения был обезглавлен. Проповедь в Херсонесе продолжал его сподвижник Василий.
Василий, проповедовавший в Херсонесе, был схвачен горожанами, избит и изгнан из города. Удалившись в горы и поселившись в пещере, он молился за изгнавших его. Затем вернулся в город и воскресил единственного сына одного из херсонесских князей. После этого Василий был с почётом возвращён в город.
7 марта 309 года по велению императора Максимиана Галерия гонители христиан ночью ворвались в дом Василия, связали его, поволокли по улицам и забили до смерти камнями и палками. Тело святителя было брошено за городом на съедение псам и птицам и много дней лежало без погребения, но осталось нетронутым. Потом христиане тайно похоронили в пещере святое тело мученика.